# 仁德街道
仁德街道，是中华人民共和国云南省昆明市寻甸回族彝族自治县下辖的一个乡镇级行政单位。

## 行政区划
仁德街道下辖以下地区：
建设社区、南钟社区、东发社区、学府社区、北观社区、中桥社区、月秀社区、胜利村、和平村和道院村。